# Numero di particolare
Il numero di particolare o part number (abbreviazioni comuni: "P/N", "PN"), o meglio Codice Articolo, è un identificativo assegnato a un oggetto al fine di poterlo classificare e catalogare.

## Origini informatiche
Il termine "numero di particolare" ha origine nei primi metodi di classificazione informatici, che avevano molteplici limitazioni sia nel numero di caratteri disponibili che nell'uso di quelli alfanumerici. Pertanto gli identificativi erano inizialmente solo numerici e prevalentemente progressivi.
Con l'avvento di sistemi informatici sempre più elastici e potenti, l'identificativo poté ampliare i suoi limiti sia nel quantitativo di caratteri che nella possibilità di utilizzo di quelli alfanumerici e anche nelle chiavi dei nuovi metodi con tabelle relazionali.

## Obsolescenza del termine
L'uso del termine Part Number è improprio, perché per una composizione alfanumerica è più appropriato il termine "codice". Infatti nei sistemi informatici gestionali c'è sempre la più appropriata definizione di "codice articolo" (Article Code).
Purtroppo in alcuni ambienti si è presa l'abitudine di chiamare " " il codice assegnato internamente e "Part Number" (PN) il codice assegnato dal fornitore, aggiungendo termini impropri duri a morire.

## Codice esterno e codice interno
I sistemi informatici più flessibili usano una doppia codifica di ogni oggetto che una determinata azienda deve gestire, affiancando il codice assegnato da eventuali produttori o fornitori esterni al codice assegnato per la gestione interna. Questo serve soprattutto quando l'azienda non produce direttamente il bene e potrebbe trovarsi davanti a codici uguali provenienti da due aziende diverse e magari per oggetti diversi.
Il codice deve servire all'identificazione e nei sistemi di archiviazione (gestionali) deve essere univoco, pertanto la ricodifica interna è spesso necessaria e definita in modo strutturale, seguendo standard aziendali.
Infatti i codici esterni possono essere strutturati in molteplici modi e contenere caratteri con logiche e lunghezze che, insieme a quelli degli altri, rendono disordinata l'organizzazione informatica oltre ad essere inutili per una corretta gestione interna.
Il caso più insidioso è quello del codice duplicato che può avvenire in caso due aziende utilizzano la stessa logica di codificazioni per coincidenza o semplicemente perché appartenenti allo stesso gruppo. Può capitare, per esempio, che si lavori lo stesso particolare con lo stesso Part Number ma per due aziende dello stesso gruppo che però richiedono procedure diverse. Se la gestione informatica utilizzasse come chiave il Part Number il sistema non avrebbe modo di gestirlo.

## Ricodifica interna strutturale
La ricodifica strutturale viene realizzata sulla base delle esigenze e strutture interne. Ogni posizione di carattere ha un senso specifico e indica a chi lo legge determinate informazioni, utili alla specifica realtà aziendale, dall'acquisto alla produzione/assemblaggio, dalla lavorazione allo stoccaggio, per finire con la vendita e il ciclo di fatturazione.
Solitamente, il codice strutturato ha un quantitativo fisso di caratteri iniziali (prefisso) o finali (suffisso) o, comunque, ha una logica e senso specifico per ogni singola posizione. Questo implica ordinamenti e gestioni più dinamiche oltre che permettere automatismi informatici che sui codici dei fornitori sarebbero impossibili.